# Qoshoy Qorgon
Koshoy Korgon ou Qoshoy Qorgon (em quirguiz:  Кошой Коргон [qoʃoj qorʁón]) é uma fortaleza em ruínas de data incerta localizada no distrito de At-Bachy, Quirguistão. A estrutura, que consiste em paredes feitas de lama envolvendo uma grande área e é identificada como uma korgon ("fortaleza", não deve ser confundida com um kurgan), fica imediatamente a sudeste da vila de Kara-Suu, e um pouco a oeste da aldeia de At-Bachy.